# 布卢姆茨伯里广场

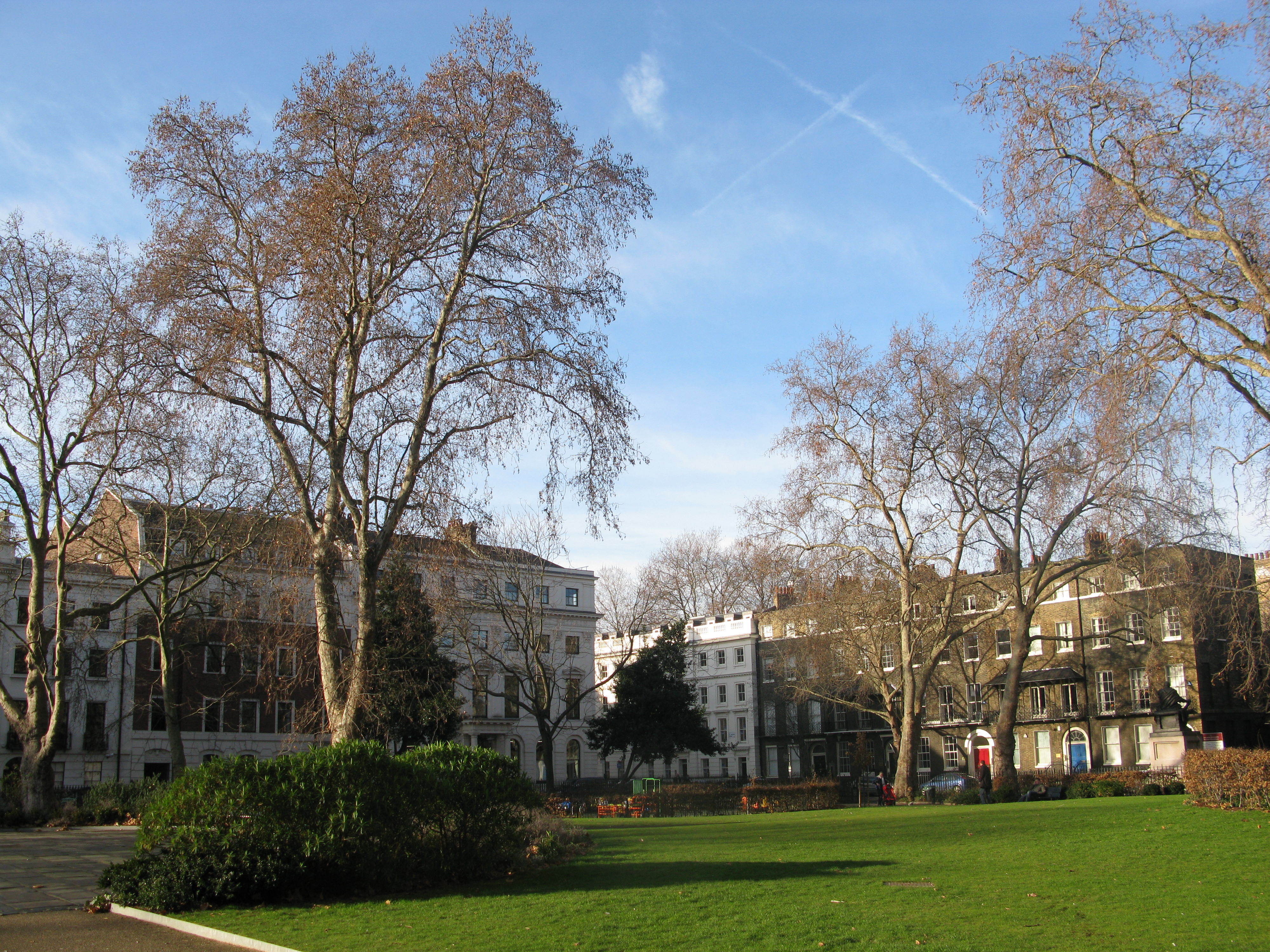
布卢姆茨伯里广场

布卢姆茨伯里广场（Bloomsbury Square）是伦敦卡姆登区布卢姆茨伯里的一个花园广场。广场的北面是大罗素街和贝德福德坊（Bedford Place），通往罗素广场。向南是布卢姆茨伯里道（Bloomsbury Way）。向西是大英博物馆，霍本地铁站是东南部最近的地铁站。广场的中心有花园。

## 历史

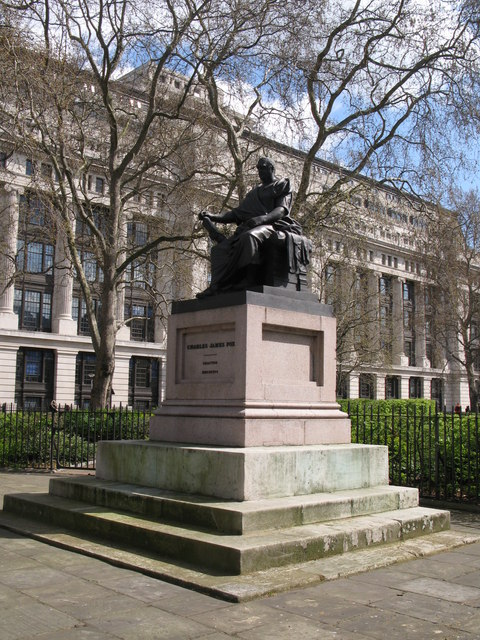
查尔斯·詹姆士·福克斯雕像

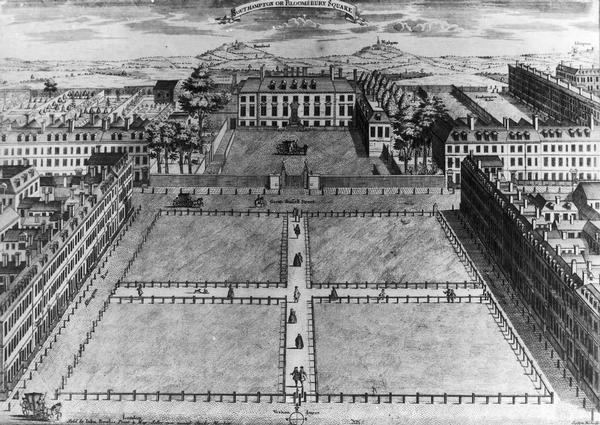
布卢姆茨伯里广场和贝德福德府，大约在1725年

布卢姆茨伯里广场是由南安普顿伯爵开辟于17世纪晚期，最初称为“南安普顿广场”。这是伦敦最早的广场之一。伯爵的自己的房子，当时称为南安普顿府。后来成为贝德福德府，因为广场和布卢姆茨伯里庄园的其余部分通过婚姻，由南安普顿伯爵转给贝德福德公爵，占据整个广场的北边，即现在贝德福德坊的位置 广场的其他三面排列着当时典型的排屋。
1694年4月9日，在布卢姆茨伯里广场举行了一次臭名昭著的决斗。当时23岁的苏格兰经济学家和金融家约翰·罗和爱德华·威尔逊进行决斗，罗杀死了威尔逊，被控以谋杀罪，判处死刑，但罗潜逃，并成为密西西比公司的创始人，和法国的事实上的首相。
到19世纪早期,布卢姆茨伯里不再时尚与上层阶级。因此当时的贝德福德公爵搬出贝德福德府，后被拆除，改建为排屋。在19世纪，广场主要由中产阶级专业人士占据。从1817年到1829年，作家艾萨克·迪斯雷利和他的儿子、未来的首相本杰明·迪斯雷利住在6号。在20世纪，大部分建筑被用作办公室。
布卢姆茨伯里广场的花园有一尊辉格党政治家查尔斯·詹姆士·福克斯的铜像。虽然17世纪的原始建筑无一幸存，但是有许多18世纪和19世纪早期的漂亮房子。英国皇家医药协会位于广场南侧的一座18世纪建筑，部分出自约翰·纳什之手。广场的东边是一座巨大的二十世纪初办公大楼称为 维多利亚Victoria House, 属于利物浦维多利亚保险互助会。花园在2003年向公众开放并翻新。

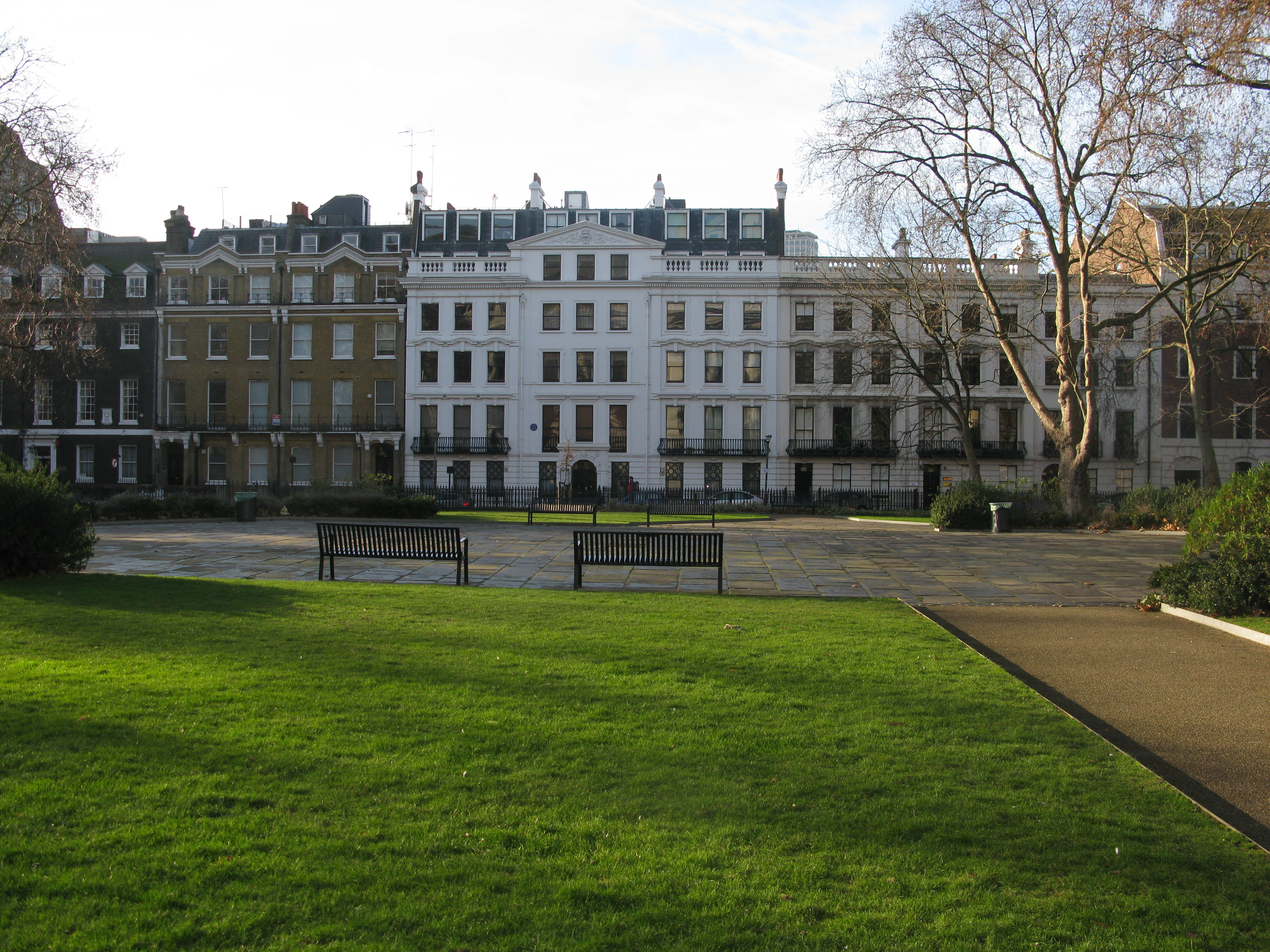
布卢姆茨伯里广场

## 在流行文化
- 拉尔夫·沃恩·威廉斯2号交响曲的第二乐章(A 伦敦交响乐团)代表“布卢姆茨伯里广场在11月的一个下午”。[4]
- 在音乐剧《奥利弗!》中，Brownlow先生住在布卢姆茨伯里广场，而在查尔斯·狄更斯的《雾都孤儿》中，他住在本顿维尔。